# Etiologie
Etiologie, oorzakenleer of oorzakelijkheidsleer is de leer der oorzaken (van het Grieks αἰτία aitía, oorzaak). Het woord wordt ook specifieker gebruikt in de betekenis van oorzaak, ontstaansgeschiedenis. De etiologie probeert een antwoord te geven op de vraag: Hoe komt het dat...? Dit antwoord kan op wetenschappelijke wijze worden verkregen, maar kan ook gebaseerd zijn op een volksgeloof of een overtuiging.

## Geneeskunde
De etiologie van een ziekte is de oorzaak daarvan. Het woord maakt deel uit van het geneeskundig jargon. Bij een idiopathische etiologie is de oorzaak niet bekend.

## Letterkunde, volkskunde, volkenkunde
De etiologie van gebruiken in de volkskunde en in de volkenkunde tracht verklaringen aan te geven voor die gebruiken.
Zo kan van mythen worden aangenomen dat zij verband houden met primaire emoties, op natuurlijke, sociologische en/of psychologische verschijnselen. De mythe van de graangodin die de helft van het jaar in het onderaardse moet doorbrengen, vormt dan een verklaring voor de cyclus der seizoenen. In dit verband is ook de etiologische sage bekend, die een verklaring wil geven voor de herkomst van een gebeurtenis, gebruik, landschapskenmerk, plaats- of streeknaam of natuurverschijnsel. Het zijn specifieke sagen die antwoord geven op de vraag: 'Hoe komt het dat?' (de varkens in de modder wroeten, de rivier zoveel bochten heeft, de zee zout is, februari maar 28 dagen heeft, honden elkaars achterwerk besnuffelen etc.).
Vele volksverhalen trachten het ontstaan van een verschijnsel te verklaren: de Tangkuban Perahu, een berg op Java, zou eigenlijk een reusachtige op zijn kop gezette prauw zijn — vandaar ook de naam. Een sterrenbeeld zou ontstaan zijn doordat de goden een mens of een voorwerp de ruimte in hebben geslingerd. Het gaat hier in feite om gelegenheidsverklaringen: de Tangkuban Perahu heeft inderdaad de vorm van een omgekeerde prauw.